# Strobilanthes polythrix
Strobilanthes polythrix är en akantusväxtart som beskrevs av T. Anders.. Strobilanthes polythrix ingår i släktet Strobilanthes och familjen akantusväxter. Inga underarter finns listade i Catalogue of Life.